# Heppenheim
Heppenheim är en stad i förbundslandet Hesseni Tyskland. Den är belägen vid foten av bergskedjan Odenwald och är huvudort i Bergstraße-distriktet. Invånarantalet är ungefär 30 000. Större vägar som passerar staden är bland annat Bundesstraße 3, A5 och A67.
Staden grundades runt år 755 i närheten av det mäktiga klostret Lorsch. Den unga staden styrdes under medeltiden av klostrets abbotar. År 1065 byggdes slottet Starkenburg strax ovanför staden, meningen med slottet var att det skulle skydda klostret och staden från invasioner. År 1066 stod slottet och Heppenheim emot ett invasionsförsök från ärkebiskopen av Bremen.

## Galleri

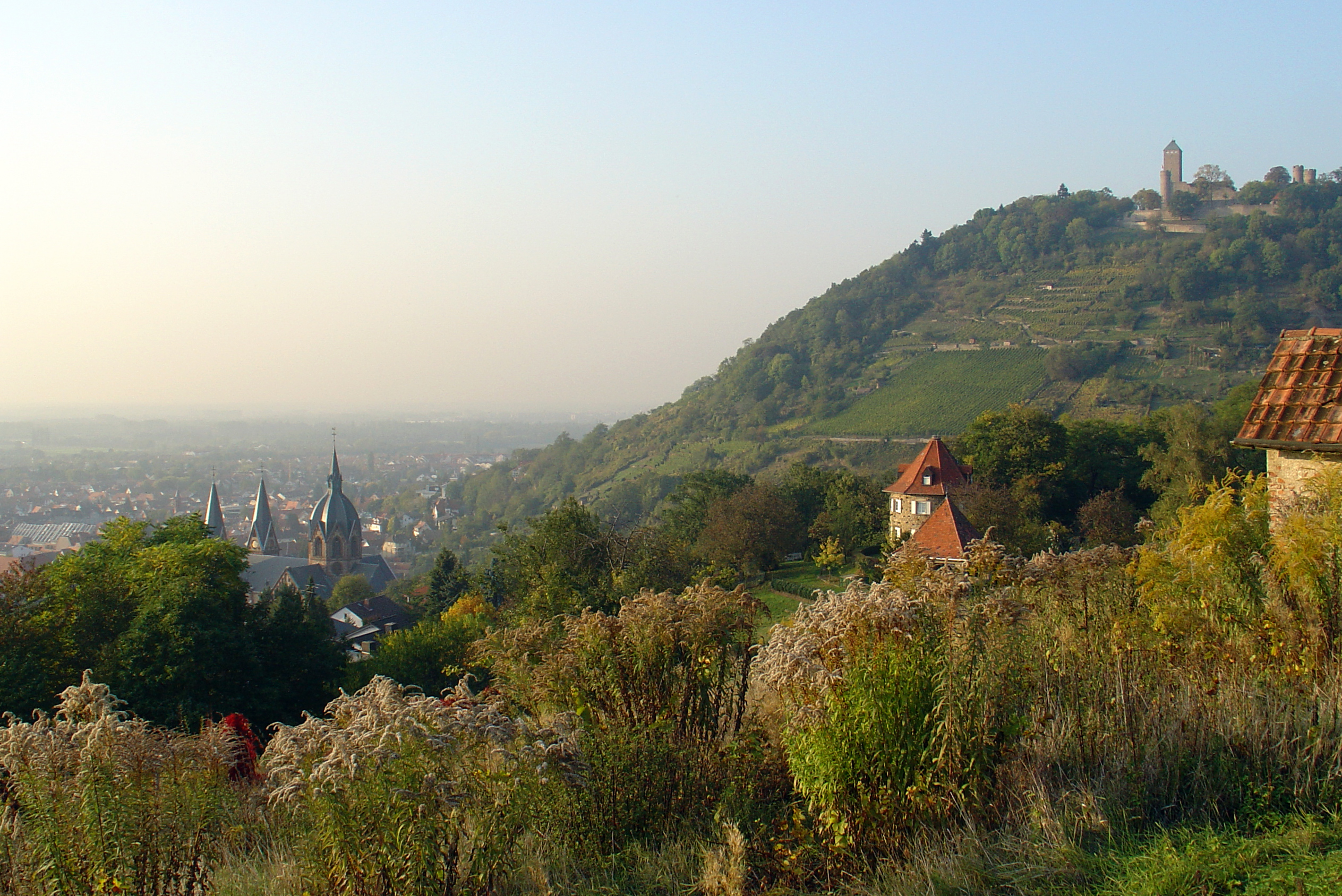
Katedralen och slottet Starkenburg, oktober 2005
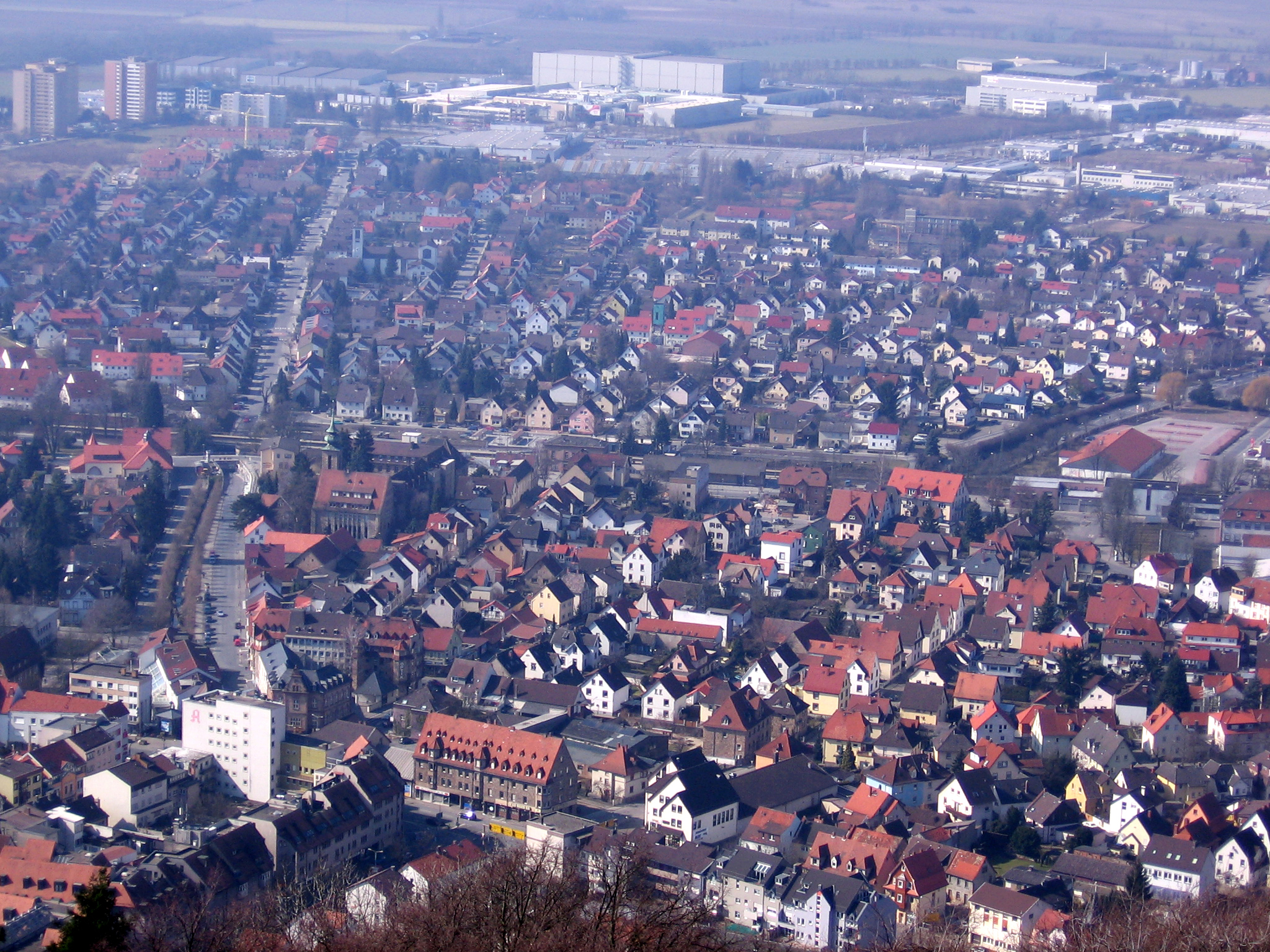
Heppenheim sett från slottet Starkenburg, mars 2006

## Personer med anknytning till staden
- Sebastian Vettel, racerförare[3]